# IX. János pápa
IX. János OSB (latinul: Ioannes), (?, Tivoli – 900. január 5., Róma) volt a történelem folyamán a 117. pápa 897 decemberétől. Pontifikátusáról hiányos források tájékoztatnak, így nem tudjuk uralkodásának pontos dátumát sem. Viszont a század utolsó egyházfőjének több döntése és cselekedete is fennmaradt. A spoletói hercegeket támogató pápa igyekezett rendbeszedni a megtépázott egyházi rendet, és egész Itáliában rendezni próbálta a háború okozta sebeket.

## Élete
A korabeli források szerint Tivoliban született, Róma mellett. Apját Rampoaldnak nevezték. Gyermekkorában a Benedek-rendi szerzetesek közé állt, majd Formosus pápa presbiterré szentelte fel. Amikor II. Theodorus pápa hirtelen meghalt, a pápaválasztó zsinaton ismét előtérbe került a két római párt ellentéte. Az egyik párt Jánossal szemben törvénytelenül egyházfővé választotta saját jelöltjét, a későbbi III. Sergiust. Azonban a zsinaton Jánosnak sikerült elnyernie mindkét párt bizalmát, ezért végül Sergius elűzése után 898 januárjában őt iktatták be a legfőbb egyházi hivatalba. 

János első intézkedései között száműzte Sergiust Rómából, és kiátkozta ellenlábasát. Ezek után buzgón nekilátott helyre rakni a felborult egyházi rendet. Két zsinata maradt fenn. Az elsőt 898-ban hívta össze Rómába. Ezen kánonba vették, hogy a gyalázatos hullazsinat döntéseit semmisnek nyilvánítják, és annak pontjait elégették. Formosust pedig újra visszaállították a pápák sorába. A klérus minden olyan tagját, akiket VII. István törvénytelenül megfosztott rangjától, visszaállította eredeti hivatalába. Az egyházi állam területén törvénytelennek és büntetendőnek minősítette az elhunyt pápák és püspökök palotáinak kirablását. A római zsinaton az egész keresztény egyház nevében Lambert császár mellé állt, ellenezve a spoletoi trónra törő I. Berengár követelését. János némiképp átalakította a pápaválasztás szabályait is, ugyanis a császári követek jelenlétéhez kötötte a törvényes választást. Ezt János a város ellenséges pártjainak megfékezése érdekében rendezte kánonba.
Másik zsinatát Ravennában tartotta meg egy évvel később. Itt főként az itáliai népek közötti erőszakot akarta visszaszorítani. Ezen felül támogatta a szerzetesrendeket, és ekkor erősítette meg Monte Cassino kolostorának kiváltságait. 

Egyik legjelentősebb döntése volt, hogy Morvaországnak önálló és független egyházi szervezetet biztosított. A morvák fejedelme levelet írt Jánosnak, amelyben lejegyezte, hogy a szomszédos német császárság túlzott befolyással rendelkezik Morvaország felett, mivel az egész ország területe német püspökségek irányítása alatt áll. A levélben önálló morva egyházi hierarchia kialakítását kérte a fejedelem a pápától. A császár nyomására több német püspök is fenyegető levelet írt a Lateránba, de ezeket János el sem olvasta. 899-ben egy metropolitát és három püspököt szentelt fel, akik Morvaország egyházi életét vezették. 

Igyekezett békét teremteni a konstantinápolyi pátriárkák között a trónért kitört vitában. 900 elején érte a halál az értelméről és modorosságáról ismert pápát. A Szent Péter-bazilika előtt temették el.

## Művei
- Documenta Catholica Omnia (latin nyelven). (Hozzáférés: 2011. december 6.)